# فهرست سفیران ایران در فرانسه
فهرست سفیران ایران در فرانسه

## تاریخچه
سفارت ایران در پاریس در ۵ بهمن ماه ۱۲۳۵ (۲۵ ژانویه ۱۸۵۷) به وسیله فرخ خان امین‌الملک غفاری تأسیس و مشارٌ‌الیه تا فروردین ماه ۱۲۳۷ وزیر مختار ایران در فرانسه و چند کشور دیگر اروپایی بود

## صفویه
- محمدرضا بیگ (شاه سلطان حسین)

## قاجاریه
- میرزا محمدرضا خان قزوینی (سفیر فتحعلی شاه در سال ۱۲۲۲ ه‍.ق برابر ۱۱۸۶ ه‍.خ)
- سرتیپ عسکر خان افشار ارومی (سفیر فتحعلی شاه از ۱۲۲۳ ه‍.ق تا ۱۲۲۶ ه‍.ق)
- میرزا ابوالحسن خان شیرازی (فتحعلی شاه)
- سرتیپ محمدحسین خان مقدم مراغه‌ای معروف به آجودان‌باشی، نظام‌الدوله و صاحب‌اختیار (محمد شاه)
- میرزا محمدعلی خان شیرازی (محمد شاه)

تشکیل سفارت دائمی ایران
- فرخ خان امین‌الملک غفاری (وزیرمختار از ۵ بهمن ۱۲۳۵ برابر ۲۵ ژانویهٔ ۱۸۵۷ تا فروردین ۱۲۳۷)
- امیرنظام گروسی ۱۲۷۶–۱۲۸۲ ه‍.ق (۱۲۳۸–۱۲۴۴ ه‍.خ)[الف]
- میرزا محمود خان ناصرالملک قراگوزلو (سفیر فوق‌العاده در سال ۱۲۴۴)
- میرزا یوسف خان مستشارالدوله (کاردار از ۱۲۴۶ تا اسفند ۱۲۵۱)
- ملکم خان ناظم‌الدوله (فروردین ۱۲۵۲ تا مرداد ۱۲۵۲)
- سرتیپ نظرآقا یمین‌السلطنه (کاردار از ۱۲۵۲ تا ۱۲۷۲)
- میرزا محمدعلی خان علاءالسلطنه (وزیرمختار از ۱۲۷۲ تا ۱۲۷۴)
- سرتیپ نظرآقا یمین‌السلطنه (۱۲۷۴ تا ۱۲۸۳)
- میرمحمد خان ذکاءالسلطنه (۱۲۸۳ تا ۱۲۸۴)
- عبدالصمد خان ممتازالسلطنه (فروردین ۱۲۸۴ تا آبان ۱۳۰۴)

## پهلوی
- عبدالصمد ممتازالسلطنه (آبان ۱۳۰۴ تا آبان ۱۳۰۵)
- اسدالله اسد بهادر (از ۹ دی ۱۳۰۵ تا مهر ۱۳۰۶)
- حسین علاء (از مهر ۱۳۰۶ تا مهر ۱۳۱۱)
- حسن تقی‌زاده (از ۱۳۱۲ تا ۱۳۱۳)
- ابوالقاسم نجم (از اردیبهشت ۱۳۱۴ تا اردیبهشت ۱۳۱۵)
- ابوالقاسم فروهر (از اردیبهشت تا ۱۸ دی ۱۳۱۵)

قطع روابط (۱۳۱۸–۱۳۱۵)
- انوشیروان سپهبدی (وزیرمختار از خرداد ۱۳۱۸ تا مهر ۱۳۱۹)
- علیقلی اردلان (کاردار نزد دولت فرانسه مقیم ویشی از مهر ۱۳۱۹ تا مرداد ۱۳۲۰)
- محسن رئیس (وزیرمختار نزد دولت ویشی از مرداد ۱۳۲۰ تا فروردین ۱۳۲۱)
- زین‌العابدین رهنما (وزیرمختار در سال ۱۳۲۳ نزد حکومت موقتی فرانسه در الجزیره و سپس تا شهریور ۱۳۲۴ در پاریس)
- انوشیروان سپهبدی (شهریور ۱۳۲۴ تا تیر ۱۳۲۶)
- علی سهیلی (خرداد ۱۳۲۷ تا آبان ۱۳۲۹)
- ابوالحسن ابتهاج (آبان ۱۳۲۹ تا اردیبهشت ۱۳۳۱)
- محمدحسین نجم (کاردار از اردیبهشت ۱۳۳۱ تا تیر ۱۳۳۲)
- باقر کاظمی (تیر ۱۳۳۲ تا شهریور ۱۳۳۲)
- محسن رئیس (مهر ۱۳۳۲ تا دی ۱۳۳۶)
- نصرالله انتظام (بهمن ۱۳۳۶ تا اردیبهشت ۱۳۴۱)
- امیرخسرو افشار قاسملو (مرداد ۱۳۴۱ تا فروردین ۱۳۴۲)
- مسعود جهانبانی (مهر ۱۳۴۴ تا مهر ۱۳۴۸)
- حسن پاکروان (۲۸ شهریور ۱۳۴۸[۲] تا ۱۳۵۲)
- امیر شیلاتی‌فرد (آبان ۱۳۵۲ تا اسفند ۱۳۵۶)
- شاپور بهرامی (اسفند ۱۳۵۶ تا دی ۱۳۵۷)
- محمدامین کاردان (کاردار موقت) (دی ۱۳۵۷ تا اردیبهشت ۱۳۵۸)

## جمهوری اسلامی
- شمس‌الدین امیرعلائی (فروردین ۱۳۵۸[۳] تا مرداد ۱۳۵۹[۴])

کاهش روابط به سطح کاردار
- علی بنی‌فاطمی (کاردار موقت) (مرداد ۱۳۵۹ تا تیر ۱۳۶۰)
- حسن زمانی (کاردار موقت) (تیر ۱۳۶۰ تا مرداد ۱۳۶۳)
- علیرضا معیری (کاردار موقت) (مرداد ۱۳۶۳ تا آذر ۱۳۶۴)
- غلامرضا حدادی (کاردار موقت) (دی ۱۳۶۴ تا اسفند ۱۳۶۶)
- محمود آخوندزاده (کاردار موقت) (اسفند ۱۳۶۶ تا تیر ۱۳۶۷)

ازسرگیری روابط و ارتقای آن به سطح سفیر
- علی آهنی (۱۳۶۷ تا ۱۳۷۲)[۵]
- حمیدرضا آصفی (۱۳۷۲ تا ۱۳۷۷)[۶]
- علیرضا معیری (۱۳۷۷ تا ۱۳۸۱)[۷]
- سید محمدصادق خرازی (۱۳۸۱ تا ۱۳۸۵)[۸]
- علی آهنی (مرداد ۱۳۸۵ تا آبان ۱۳۸۷)[۹]
- سید مهدی میرابوطالبی (۱۳۸۷ تا ۱۳۹۰)[۱۰]
- علی آهنی (۲۳ دی ۱۳۹۰ تا شهریور ۱۳۹۶)[۱۱]
- قاسم دلفی (شهریور۱۳۹۶ تا شهریور ۱۳۹۷)[۱۲]
- محمد طاهری (مسول موقت) (۱۳۹۷ تا فرودین ۱۳۹۸)[۱۳]
- بهرام قاسمی (فروردین ۱۳۹۸ تا اسفند۱۴۰۰)
- سید حسین صمیمی‌فر (مسئول موقت) (اسفند ۱۴۰۰ تا اسفند ۱۴۰۲)
- محمد امین‌نژاد (از فروردین ۱۴۰۳ تاکنون)

## یادداشت
1. ↑  در ۱۲۸۱ ه‍.ق مدت کوتاهی به ایران برگشت ولی دوباره مأمور به خدمت شد ولی سال بعد به علت بیماری باز به ایران برگشت.

1. ↑  اولین‌ها در ایران نوشتهٔ خلیل محمدزاده، انتشارات ورق
2. ↑  «سفرای جدید ایران در برزیل، پاکستان، فرانسه و لهستان». اطلاعات (۱۲۹۹۷): ۴. ۲۹ شهریور ۱۳۴۸ – به واسطهٔ ویکی‌انبار.
3. ↑  «سفرای جدید ایران در مسکو و پاریس». اطلاعات (۱۵۸۲۰): ۲. ۱۴ فروردین ۱۳۵۸ – به واسطهٔ ویکی‌انبار.
4. ↑  «سفیر ایران در فرانسه استعفا کرد». اطلاعات (۱۶۱۹۸): ۲. ۲ مرداد ۱۳۵۹ – به واسطهٔ ویکی‌انبار.
5. ↑  10 (۱۹۸۹-۱۲-۰۳). «دیدار سفیرایران درپاریس با دبیرکل وزارت خارجه فرانسه». ایرنا. دریافت‌شده در ۲۰۲۱-۰۲-۲۱.
6. ↑  10 (۱۹۹۶-۰۳-۰۸). «سفیر ایران درفرانسه خواستارمبارزه بدون تبعیض با اعمال تروریستی شد». ایرنا. دریافت‌شده در ۲۰۲۱-۰۲-۲۱.
7. ↑  10 (۱۹۹۸-۰۹-۲۶). «علیرضا معیری به عنوان سفیر جدید ایران در فرانسه منصوب شد». ایرنا. دریافت‌شده در ۲۰۲۱-۰۲-۲۱.
8. ↑  10 (۲۰۰۲-۱۱-۱۲). «سفیر جدید ایران در فرانسه استوارنامه خود را تسلیم ژاک شیراک کرد». ایرنا. دریافت‌شده در ۲۰۲۱-۰۲-۲۱.
9. ↑  10 (۲۰۰۶-۰۶-۱۱). «سفیر ایران در فرانسه تعیین شد». ایرنا. دریافت‌شده در ۲۰۲۱-۰۲-۲۱.
10. ↑  10 (۲۰۰۹-۰۱-۲۶). «سفیر ایران استوار نامه خود را تسلیم رییس جمهوری فرانسه کرد». ایرنا. دریافت‌شده در ۲۰۲۱-۰۲-۲۱.
11. ↑  10 (۲۰۱۲-۰۱-۱۰). «علي آهني به عنوان سفير جديد جمهوري اسلامي ايران در فرانسه منصوب شد». ایرنا. دریافت‌شده در ۲۰۲۱-۰۲-۲۱.
12. ↑  10 (۲۰۱۷-۰۸-۱۶). «دیدار سفیر جدید ایران در فرانسه با رییس جمهور». ایرنا. دریافت‌شده در ۲۰۲۱-۰۲-۲۱.
13. ↑  «۲ چهره روابط فرهنگی ایران و فرانسه تجلیل شدند - ایسنا». www.isna.ir. دریافت‌شده در ۲۰۲۱-۰۲-۲۱.

## جستارهای ویژه
- روابط ایران و فرانسه